# Turning Point 2006
Turning Point 2006 è stata la terza edizione del pay-per-view prodotto dalla Total Nonstop Action Wrestling (TNA). L'evento ha avuto luogo il 10 dicembre 2006 presso l'Impact Zone di Orlando in Florida.

## Risultati
| #    | Match | Stipulazioni                                                                         | Durata |
| ---- | --- | ------------------------------------------------------------------------------------ | ------ |
| Dark | Lance Hoyt e Ron Killings hanno sconfitto The Serotonin (Havok, Kazarian e Maverick Matt) (con Raven)                                                | 3-on-2 Handicap match                                                                | 04:37  |
| 2    | Senshi ha sconfitto Alex Shelley, Austin Starr, Jay Lethal e Sonjay Dutt                                                                             | Fatal 5-Way Elimination match                                                        | 14:38  |
| 3    | Eric Young ha sconfitto Ms. Brooks (con Robert Roode)                                                                                                | Bikini contest                                                                       | N/A    |
| 4    | Christopher Daniels (c) ha sconfitto Chris Sabin | Single match per il TNA X Division Championship con Jerry Lynn come arbitro speciale | 12:27  |
| 5    | AJ Styles ha sconfitto Rhino | Single match                                                                         | 07:31  |
| 6    | The Latin American Xchange (Hernandez e Homicide) (con Konnan) hanno sconfitto The America's Most Wanted (Chris Harris e James Storm) (con Gail Kim) | Tag Team Flag match                                                                  | 10:42  |
| 7    | Abyss (c) (con James Mitchell) ha sconfitto Sting e Christian Cage (con Tomko)                                                                       | Triple Threat match per l'NWA World Heavyweight Championship                         | 11:55  |
| 8    | Samoa Joe ha sconfitto Kurt Angle per sottomissione                                                                                                  | Single match                                                                         | 19:17  |